# Enoxaparina sódica
A enoxaparina é um fármaco do grupo dos anticoagulantes utilizado principalmente no tratamento de isquemias e infarto do miocárdio.
O medicamento é uma heparina, porém alterada para possuir um baixo peso molecular.
No Brasil existem 5 marcas disponíveis:
- Clexane (original)
- Endocris (similar)
- Enoxalow (similar)
- Versa (similar) - Cutenox (similar)
Enoxaparina é um antitrombótico, anticoagulante( heparina de baixo peso molecular, origem porcina).
Serve para trombose pulmonar(prevenção), trombose venosa profunda(prevenção).
Inibe a trombose por inibir a formação e a atividade do fator Xa, o que leva a um aumento da antitrombina III, diminuindo a formação de trombina.